# Brandýs nad Orlicí
Brandýs nad Orlicí (deutsch Brandeis an der Adler) ist eine Stadt in der Region Pardubický kraj in Tschechien.

## Lage
Die Stadt erstreckt sich an den Ufern der Stillen Adler (Tichá Orlice), etwa elf Kilometer von der Bezirksstadt Ústí nad Orlicí entfernt. Durch Brandýs führt die Bahnstrecke Česká Třebová–Praha.

## Geschichte

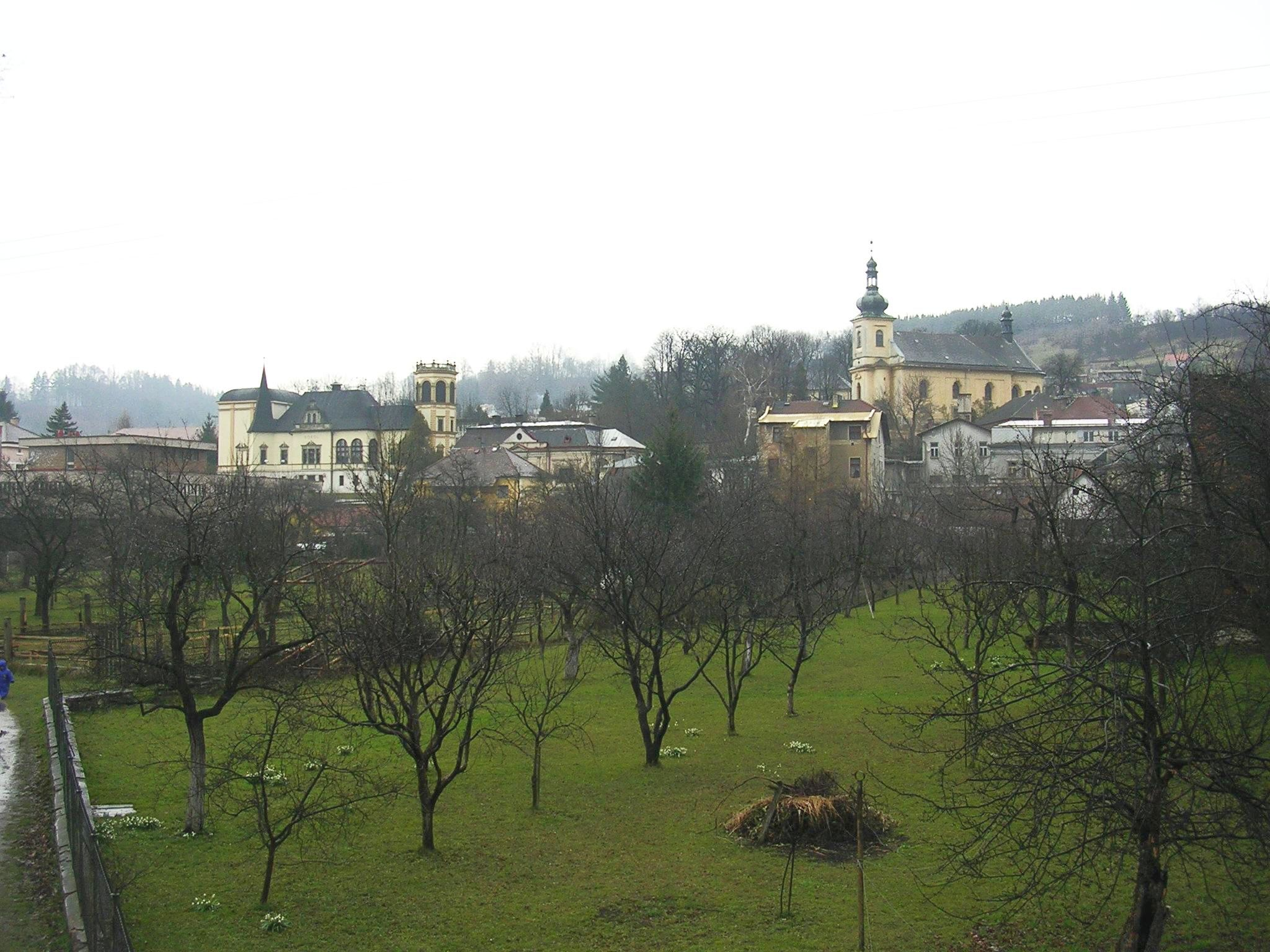
Gesamtansicht

Brandeis wurde erstmals im 13. Jahrhundert urkundlich erwähnt, als Heinrich von Brandis, ein Nachkomme der sächsischen Adelsfamilie von Brandis, hier eine Burg errichten ließ. Diese gehörte im 15. und 16. Jahrhundert der Adelsfamilie Kostka von Postupice. Mit deren Zustimmung siedelten sich ab 1457  Böhmische Brüder in Brandeis an, unter ihnen Řehoř Krajčí, der 1474 hier verstarb. 1490 hielt die Brüderunität eine Synode in Brandeis ab. 1506 erwarb Wilhelm II. von Pernstein Burg und Herrschaft Brandeis und ab 1558 gehörten die Ländereien den Herren von Žerotín. Der bekannteste Besitzer der Herrschaft Brandeis war Karl d. Ä. von Žerotín, der hier 1564 geboren wurde und während der Rekatholisierung zahlreichen Anhängern der Brüderunität Unterschlupf gewährte, darunter von 1622 bis 1625 auch Johann Amos Comenius.
Seit Mitte des 17. Jahrhunderts gehörten die Ländereien der Adelsfamilie Trauttmansdorff, die hier 1781 auch das Schloss errichten ließ. In der zweiten Hälfte des 19. Jahrhunderts war Brandýs ein beliebter Ausflugsort, in dem sich viele Prominente trafen, u. a. Professor Tomáš Garrigue Masaryk, die Schriftsteller Julius Zeyer und Karel Václav Rais, später auch Alois Jirásek und andere. In Brandýs lebten zu Beginn des 20. Jahrhunderts auch der sogenannte König der Geigen František Ondříček sowie zahlreiche Kunstmaler. Auch heute gehört die Stadt zu den beliebten Erholungs- und Ausflugszielen mit einem regen Kulturleben.

## Sehenswürdigkeiten
- Denkmalsaal des Brüderbischofs Pädagogen Johann Amos Comenius
- Kirche der Himmelfahrt Jesu
- Denkmal der Jungfrau Maria auf dem Marktplatz
- Denkmal des Hl. Johann Nepomuk
- Comenius-Denkmal
- Burgruine und frühbarockes Schloss

## Söhne und Töchter der Stadt
- Karl der Ältere von Žerotín (1564–1636), Landeshauptmann von Mähren, Ständepolitiker, Verfasser mehrerer Schriften